# Cocker

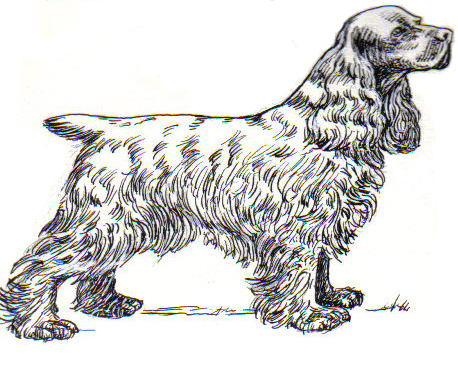
Dibujo de un cocker spaniel

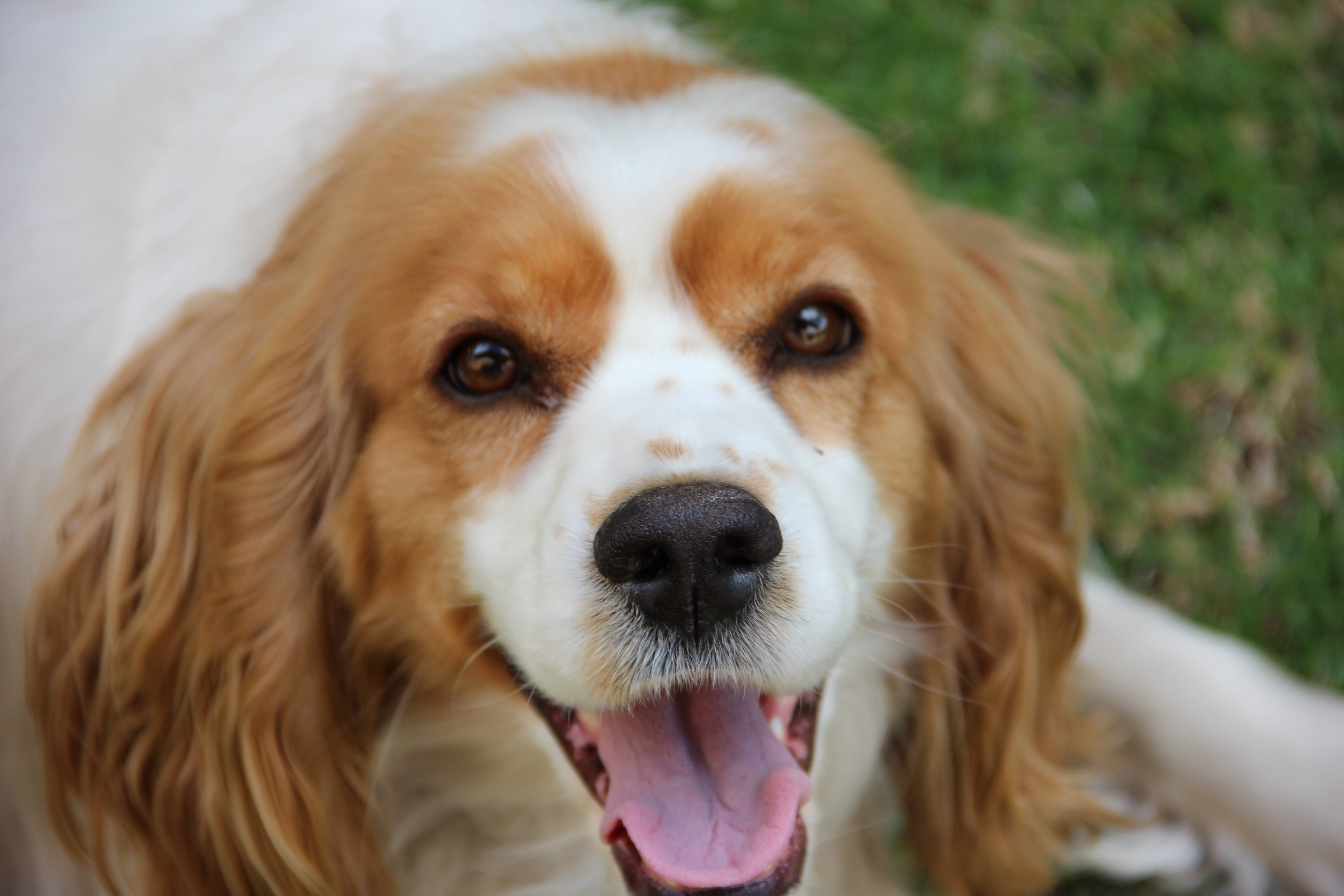
Imagen de un perro cocker

El cocker es un tipo de raza de perro. Se sostiene comúnmente que la denominación proviene del hecho que la raza era usada en la caza de becadas (en inglés, woodcocks) en Inglaterra, pero posteriormente se utilizó para buscar una gran variedad de aves. 
La raza cocker tiene una esperanza de vida aproximadamente entre 12 y 15 años, a partir de los 8 años de vida se le tienen que empezar a realizar estudios cada mes para que el cachorro viva más tiempo de lo que se estima.

## Cocker americano
En Estados Unidos la raza es reconocida oficialmente por el American Kennel Club (AKC) como «Cocker Spaniel». Fuera de Estados Unidos, se le designa como cocker spaniel americano o cocker americano, pues la raza fue creada a partir de cockers spaniel ingleses.
El 20 de junio de 1936 un grupo de fanáticos del cocker inglés se reunió en la casa de E. Shippen, cerca de Bryn Mawr, Pensilvania y formaron un club especial para los cocker spaniel ingleses, llamado el «Club de cockers ingleses de Estados Unidos» (English Cocker Spaniel Club of America o ECSCA). Con posterioridad a dicha reunión, el AKC reconoció la variedad "inglesa" y la gente comenzó a importar a los Estados Unidos cockers criados en Inglaterra con más frecuencia.
El cocker americano tiene un precio aproximado de entre los $15,000 Y $18,000 Pesos mexicanos

## Cocker spaniel inglés
El Cocker Spaniel, actualmente es un perro muy popular como mascota de compañía, para aquellos que disfrutan del campo. Al desarrollarse esta raza en Gales se perseguía conseguir un perro que correteara a las gallinetas, arreándolas de sus escondites en los arbustos. Su versatilidad creció y fue cuando se dieron cuenta de que este perro era feliz en diferentes condiciones y también era muy diestro a la hora de nadar.  

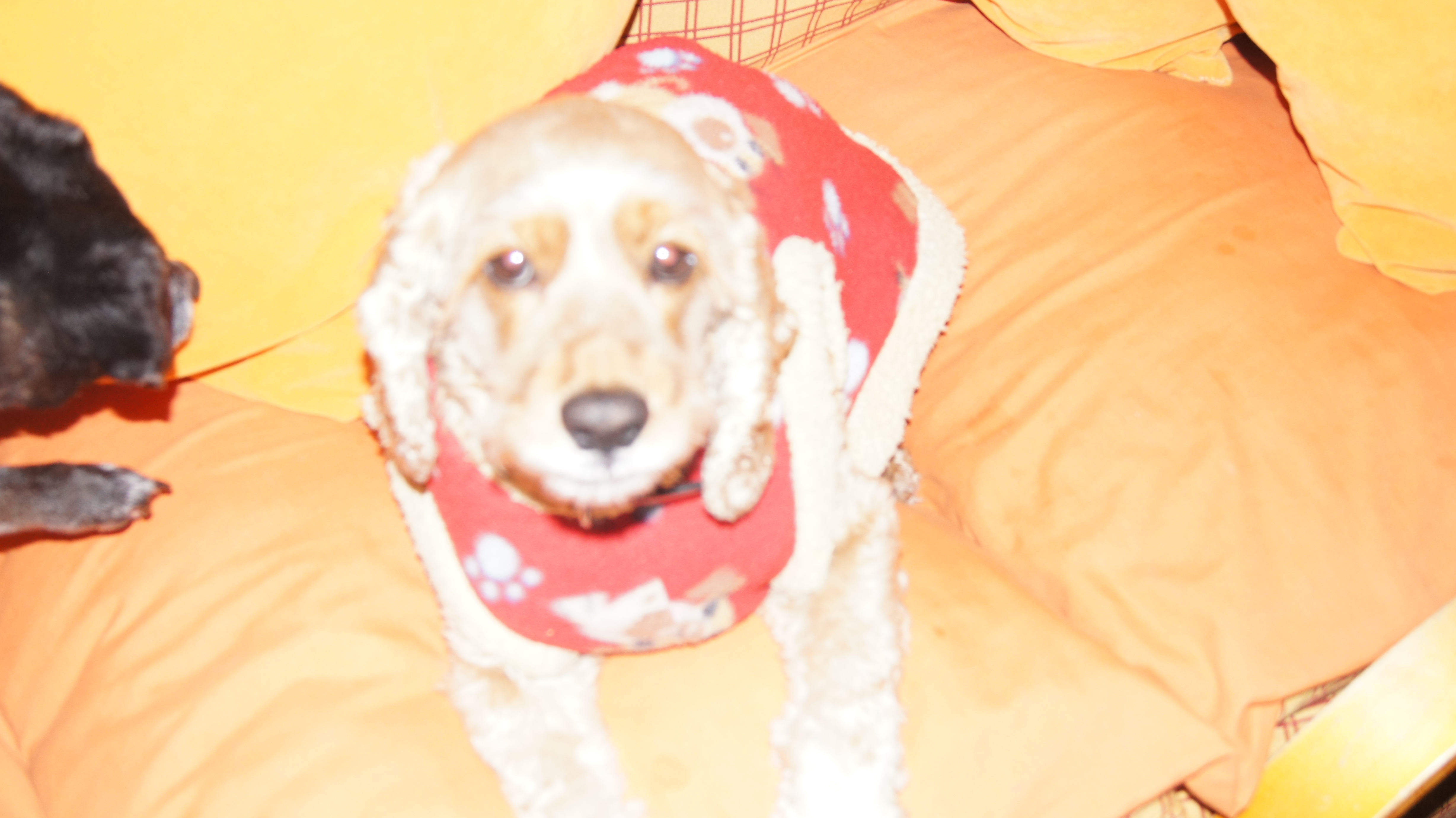
Cocker uno de los mejores perros para departamentos

El Cocker Spaniel, tiene el beneficio de tener numerosos colores de pelaje y cada uno puede tener su color favorito. Sin embargo la selección del color no tiene ninguna influencia o precedente sobre la salud.
El Cocker spaniel disfruta de la atención, así es que esta es la raza para la gente que le gusta prodigar afecto en sus mascotas.
Mudan de pelo en promedio. Tienen un manto elaborado, el cual requiere de acicalamiento por lo menos un par de horas a la semana para mantenerlo en buena forma. Se necesita un profesional de la tijera de vez en cuando. Evita ejercitar al Cocker spaniel en lugares con matorrales que puedan enredar su manto.
El Cocker spaniel se puede adaptar a vivir en cualquier lugar, mientras se les de caminatas diarias con correa o que se les permita tener sesiones de juego en un jardín bardeado. Recuerda que es una raza deportiva y activa.